# Муньи, Лукас
Лукас Андрес Муньи (исп. Lucas Andrés Mugni; род. 12 февраля 1992, Санта-Фе) — аргентинский футболист, полузащитник. Ныне выступает за бразильский клуб «Баия».

## Биография
Лукас Муньи — воспитанник клуба «Колон» из своего родного города. 2 мая 2010 года он дебютировал в аргентинской Примере, выйдя на замену после перерыва в домашней игре с командой «Атлетико Тукуман». 25 марта 2012 года Муньи забил свой первый гол на высшем уровне, доведя счёт до крупного в домашнем поединке против «Индепендьенте».
В январе 2014 года аргентинец перешёл в бразильский «Фламенго». В середине 2015 года он был отдан в аренду аргентинской команде «Ньюэллс Олд Бойз», за которую отыграл год. 17 марта 2017 года Муньи подписал контракт с испанским клубом «Райо Махадаонда», но не провёл за него ни одного официального матча и в середине того же года стал футболистом чилийского «Эвертона». Спустя год полузащитник перешёл в аргентинский «Ланус».

## Достижения
- Чемпион штата Рио-де-Жанейро (1): 2014